# Volvo B9L
Volvo B9L — шасси, на котором строили свои автобусы различные автопроизводители, выпускавшееся шведским автопроизводителем Volvo Bussar в период с 2005 по 2013 год. Пришло на смену Volvo B7L и Volvo B10L. Существует также сочленённая версия, известная как Volvo B9LA. В Европе шасси было вытеснено с конвейера Volvo B5LH.

## Информация
Двигатель установлен вертикально сзади, а именно на левой части, как это было в B7L, что позволяет B9L быть низкопольными по всей длине автобуса из-за отсутствия оборудования под полом. Volvo B9L доступен в виде автобуса с кузовом Volvo (7500/7700/7900) или только в виде шасси с кузовами других производителей.
Кроме того, в B9L были повторно представлены газомоторные двигатели, которые отсутствовали в его предшественнике B7L. Эти версии заменили гораздо более старого предшественника B10L. Это было последнее низкопольное автобусное шасси от Volvo, которое предлагалось с такой опцией.
Крупные заказы на B9L были размещены в Мальмё , где они составляют большую часть парка, а также в Стокгольме, Кристианстаде и Эребру. Несмотря на это, общие продажи B9L были низкими, особенно за пределами Швеции, и многие операторы вместо этого предпочитали существующий B7RLE или новый B9S. За пределами Европы компания ComfortDelGro Bus of Singapore также приобрела в 2015 году парк автобусов Volvo B9L с кузовом SC Auto для внутреннего маршрутного сообщения Национального университета Сингапура.
В Китае шасси Volvo B9L укомплектовано трехдверным кузовом Volvo 7900 производства Shanghai SUNWIN Bus, совместного предприятия SAIC Group и Volvo Bus, сборка под названием SWB6128V8LF. Двигатель D9B заменён на Weichai WP7.270E50 или Shanghai Diesel Engine SC9DF260Q5, разработанный и произведённый на внутреннем рынке.
В Греции, особенно в Салониках, местный оператор OASTH представил 44 единицы B9LA в 2007 году, ещё 20 — в 2010 году, а 20 B9L также были приобретены в 2010 году, все они были построены ELVO .